# أنوتي تونغ
أنوتي تونغ (ولد في عام 1952 في جزيرة فانينغ) هو سياسي من كيريباتي ومن أصل صيني حيث استقر والده بعد الحرب العالمية الثانية.
تونغ هو رئيس جمهورية كيريباتي منذ 10 يوليو 2003. وأعيد انتخابه في 17 أكتوبر 2007 لولاية ثانية مع 64٪ من الأصوات (ولكن شهدت هذه الانتخابات إقبالا ضعيفا، ما يزيد قليلا عن 50٪). انتخب لولاية ثالثة وأخيرة في 13 يناير 2012، بنسبة 42.18٪ من الأصوات. ويشغل منصب الوزير المساعد بوزارة الخارجية والهجرة.
في الخارج، عُرف بجهوده الرامية إلى توعية « ضمير العالم حول التهديد الذي يشكله تغير المناخ. »